# Popowo (powiat koszaliński)
Popowo (do 1945 niem. Poppenhagen) – wieś w Polsce, położona w województwie zachodniopomorskim, w powiecie koszalińskim, w gminie Będzino.
| SIMC    | Nazwa    | Rodzaj |
| ------- | -------- | ------ |
| 0302528 | Pakosław | osada  |
| 0302534 | Ziębrze  | osada  |

W latach 1975–1998 wieś położona była w województwie koszalińskim.